# Annulorhynchus adriaticus
Annulorhynchus adriaticus är en plattmaskart som beskrevs av Tor Karling 1956. Annulorhynchus adriaticus ingår i släktet Annulorhynchus och familjen Polycystididae. Inga underarter finns listade i Catalogue of Life.